# Якуїба
Якуїба (ісп. Yacuíba) — місто в болівійському департаменті Тариха. 

## Географія
Якуїба розташована на півдні країни безпосередньо на кордоні з Аргентиною, на невеличкому «виступі», який врізається у провінцію Сальта з півночі.

### Клімат
Місто знаходиться у зоні, котра характеризується вологим субтропічним кліматом. Найтепліший місяць — грудень із середньою температурою 26.1 °C (79 °F). Найхолодніший місяць — червень, із середньою температурою 15.3 °С (59.5 °F).
| Клімат Якуїби           | Клімат Якуїби | Клімат Якуїби | Клімат Якуїби | Клімат Якуїби | Клімат Якуїби | Клімат Якуїби | Клімат Якуїби | Клімат Якуїби | Клімат Якуїби | Клімат Якуїби | Клімат Якуїби | Клімат Якуїби | Клімат Якуїби |
| Показник                | Січ.          | Лют.          | Бер.          | Квіт.         | Трав.         | Черв.         | Лип.          | Серп.         | Вер.          | Жовт.         | Лист.         | Груд.         | Рік           |
| Середня температура, °C | 25,9          | 25,3          | 23,8          | 21            | 18,7          | 15,3          | 16,1          | 18,5          | 21,6          | 24,4          | 25,5          | 26,1          | 21,9          |
| Норма опадів, мм        | 208.9         | 169.4         | 188.4         | 132.8         | 32.6          | 16.1          | 8.1           | 10.5          | 12.1          | 46.5          | 106           | 165.2         | 1096.6        |
| Днів з опадами          | 12,5          | 11,1          | 11,6          | 8,5           | 5             | 3,1           | 2,3           | 1,7           | 2,5           | 5,9           | 9             | 11,1          | 84,3          |
| Вологість повітря, %    | 72.9          | 74.6          | 76.8          | 77.4          | 75.3          | 73.2          | 66.8          | 59            | 54.1          | 56.1          | 63            | 69.1          | 68.2          |
| ----------------------- | ------------- | ------------- | ------------- | ------------- | ------------- | ------------- | ------------- | ------------- | ------------- | ------------- | ------------- | ------------- | ------------- |
| Джерело: Weatherbase    |               |               |               |               |               |               |               |               |               |               |               |               |               |